# JUMO
Die B. Juchheim Beteiligungs GmbH ist die Konzernobergesellschaft der JUMO-Unternehmensgruppe, einem Anbieter von Sensor- und Automatisierungslösungen mit Sitz in Fulda. Zu ihr gehören fünf Niederlassungen, 25 Tochtergesellschaften und über 50 Vertretungen in Europa, Afrika, Nord- und Südamerika, Ozeanien und dem Mittleren Osten. Jumo ist Weltmarktführer bei Temperaturfühlern für Wärmemengenzähler.  

## Produkte
Die Firma vertreibt Komponenten und Lösungen zum Messen, Regeln, Analysieren und Überwachen von physikalischen und chemischen Größen. Die Produkte werden vor allem in den Branchen und Bereichen Transport, Thermoprozesstechnik, erneuerbare Energien, Lebensmittel und Getränke sowie Wasser- und Abwasserver- und -entsorgung eingesetzt. 

## Geschichte
Im Jahr 1948 begann Moritz Kurt Juchheim (1910–1996) mit sechs Mitarbeitern in der von ihm gegründeten M. K. Juchheim GmbH & Co. KG mit der Herstellung von Glas- und Glaskontaktthermometern. 2003 wurde der Markenname JUMO, gebildet aus den beiden ersten Buchstaben des Vor- und Nachnamens des Gründers, zum Firmennamen. 1966 startete die Fertigung von Platin-Glas-Sensoren sowie Mess- und Regelgeräten auf elektronischer Basis. Mit der Eröffnung der ersten Tochtergesellschaft 1971 in Belgien begann die Internationalisierung von JUMO. 1985 starb Peter Juchheim, der seit 1965 zusammen mit seinem Vater die Geschäfte des Unternehmens geführt hatte. Ihm folgte nach dem Tod des Firmengründers (1996) der Diplomingenieur Bernhard Juchheim. Mit dem Diplomkaufmann Michael Juchheim trat 2003 die dritte Generation in die Geschäftsführung ein. Im Jahr 2016 übernahm die JUMO GmbH & Co. KG die PGT Thermoprozesstechnik GmbH in Spich. 2020 zogen sich Bernhard und Michael Juchheim aus der operativen Geschäftsführung zurück. Geschäftsführer sind Dimitrios Charisiadis und Steffen Hoßfeld. 2023 feierte das Unternehmen sein 75-jähriges Bestehen. 2025 wurde in Fulda ein neues Werk für die Fertigung von Temperatur- und Drucksensoren eingeweiht, mit 48 Mio. Euro die größte Einzelinvestition der Firmengeschichte.
2017 wurde JUMO mit dem „Großen Preis des Mittelstandes“ ausgezeichnet.
Für seinen Einsatz für die Wirtschaft der Region Fulda sowie für Bildung und Ausbildung erhielt Bernhard Juchheimn, Jumo-Geschäftsführer und langjähriger Präsident der Industrie- und Handelskammer (IHK) Fulda, am 8. August 2023 den Hessischen Verdienstorden.